# Sphecozone crinita
Sphecozone crinita är en spindelart som beskrevs av Alfred Frank Millidge 1991. Sphecozone crinita ingår i släktet Sphecozone och familjen täckvävarspindlar.
Artens utbredningsområde är Ecuador. Inga underarter finns listade i Catalogue of Life.